# Ольховый (Брянская область)
Ольховый — посёлок в составе Красновичского сельского поселения Унечского района Брянской области.

## История
В 1964 г. Указом Президиума ВС РСФСР посёлок Пеленки переименована в Ольховый.

## Население
| 2010 | 2013 |
| ---- | ---- |
| 3    | ↘0   |